# Curcuma kudagensis
Curcuma kudagensis är en enhjärtbladig växtart som beskrevs av Velay., V.S.Pillai och Amalraj. Curcuma kudagensis ingår i släktet Curcuma och familjen Zingiberaceae. Inga underarter finns listade i Catalogue of Life.